# Gaspar Baldunciel
Gaspar Baldunciel (n. Tortuguitas, 9 de diciembre de 1996) es un jugador argentino de rugby que juega como hooker para el Servette Rugby de Suiza. Anteriormente militó en Alumni y Jaguares de Argentina.

## Clubes
| Club     | País      | Tipo        | Referencia  |
| -------- | --------- | ----------- | ----------- |
| Alumni   | Argentina | Amateur     | [ 6 ] [ 2 ] |
| Jaguares | Argentina | Profesional | [ 7 ] [ 8 ] |